# آرثر ترودو
آرثر ترودو (بالإنجليزية: Arthur Trudeau)‏ هو يوفولوجي ‏ أمريكي، ولد في 5 يوليو 1902 في ميدلبوري في الولايات المتحدة، وتوفي في 5 مايو 1991 في تشيفي تشايس ‏ في الولايات المتحدة.

## روابط خارجية
- آرثر ترودو على موقع مونزينجر (الألمانية)